# Méral
Méral é uma comuna francesa na região administrativa da Pays de la Loire, no departamento de Mayenne. Estende-se por uma área de 29,5 km². Em 2010 a comuna tinha 1 119 habitantes (densidade: 37,9 hab./km²).

## Geografia
Méral è um municìpio rural que faz parte do Anjou Superior aos limìtes com o Bas-Maine et près des limites de la Bretanha. No seu território passa o Rio Oudon.

## História
Na Idade Média e no Ancien Régime, foi na jurisdição de Craon Mayenne. Em 1794 teve uma insurreção dos revolucionários Chouans.

## Personagens
- Victoire Brielle, (1815-1847), chamada a Santa di Méral; o seu corpo foi achado incorrupto em 1866, quase vinte anos após a morte.